# Tetraneuromyia hirticornis
Tetraneuromyia hirticornis är en tvåvingeart som först beskrevs av Zetterstedt 1850.  Tetraneuromyia hirticornis ingår i släktet Tetraneuromyia och familjen gallmyggor. Inga underarter finns listade i Catalogue of Life.